# Ouerre
Ouerre é uma comuna francesa na região administrativa do Centro, no departamento Eure-et-Loir. Estende-se por uma área de 12,64 km². Em 2010 a comuna tinha 750 habitantes (densidade: 59,3 hab./km²).